# أمين خطيبي
أمين خطيبي (بالفارسية: امین خطیبی) هو لاعب كرة قدم إيراني في مركز الوسط، ولد في 15 يونيو 1997 في تبريز في إيران. لعب مع نادي غسترش فولاد.